# Петър Евангелатов
Петър Костов Евангелатов (18 ноември 1926 г. – 13 декември 2010 г.) е български актьор. Активно се занимава с куклен театър и дублаж през кариерата си.

## Актьорска кариера
Завършва ВИТИЗ „Кръстьо Сарафов“ със специалност актьорско майсторство.
От 1952 до 1991 г. е на щат в Столичен куклен театър. Снима се във филмите „Танго“, „Мъже в командировка“, „Странен двубой“, „Хан Аспарух“ и много други.

## Кариера на озвучаващ актьор
В продължение на 45 години Петър Евангелатов си дава гласа за книги, учебници и списания, издадени на дискове от Съюза на слепите в България, включително и Библията – книгите на Стария и Новия завет включени в ютуб канала на Светия синод.
Занимава се с озвучаване на филми, сериали и реклами от 1960-те години до смъртта си. Евангелатов е първият актьор, озвучил Ерик Форестър в дублажа на „Дързост и красота“.
Той озвучава Бухала в „Новите приключения на Мечо Пух“, Балу в „Капитан Балу“, Джеймс Роудс/Военната машина в „Железният човек“, Джей Джона Джеймисън и Хобгоблин в „Спайдър-Мен: Анимационният сериал“, Харуд в „Аладин“.
Той озвучава и цял куп други герои в „Патешки истории“, „Чип и Дейл: Спасителен отряд“, „Чернокрилият паток“, „Легенда за Тарзан“ и други сериали на Дисни, представени в рубриката на Канал 1, „Уолт Дисни представя“ през 90-те години.
Сред ролите му в нахсинхронните дублажи на анимационни филми са:
- Магическото огледало в „Снежанка и седемте джуджета“ (озвучава ролята и в епизод на „Клуб Маус“)
- Дядо в поредицата „Земята преди време“
- Разказвача в „Принцът и просякът (филм, 1990)“
- Реставратора в „Играта на играчките 2“
- Ятро в „Принцът на Египет“
- Краля на Атлантида в „Атлантида: Изгубената империя“
- Крал Димас в „Синбад: Легендата за седемте морета“
- Разказвача в „Братът на мечката“
- Господаря Угуей в „Кунг-фу панда“[4]

## Личен живот и смърт
Има една дъщеря.
На 13 декември 2010 г. Петър Евангелатов умира от сърдечни проблеми на 84 години.